# رگنیز
رگنیز (به لاتین: Ragnies) یک منطقهٔ مسکونی در بلژیک است که در توئن واقع شده‌است.